# フジロッカーズオルグ
フジロッカーズオルグは、ボランティア組織であるフジロッカーズオルグによって運営されているフジロック・フェスティバルの公式ファンサイトである。
フジロック・フェスティバルおよび国内外のロック・フェスティバルに関する情報発信を主眼としており、フジロック・フェスティバル開催期間中は速報サイトフジロックエクスプレスの運用もおこなう。
本項ではフジロックエクスプレスについても記述する。

## 概要
フジロッカーズオルグの原型は、1997年に行われた第１回フジロック・フェスティバルの公式サイトに設置されていた「Let’s Get Together Board」というBBSにある。国内では例の少ないフェスティバルの実施に先立って、主催者と関係者および参加者が互いに連絡を取り合う場として機能していた。
その後BBSが分離する形でフジロッカーズオルグとなり、フジロック・フェスティバルの出演者に関する事前情報「すっぱ抜き」、SMASH代表日高正博の独占インタビュー「大将に訊け」などの独自コンテンツを含んだニュースサイトへと変化していった。
フジロッカーズオルグは、音楽だけでなく、観客も含めたフェスティバル全体の情報を日本語および英語で発信するという特徴を持つ。飲食情報を集めた「フェスごはん」、現地で販売するＴシャツのデザインを公募する「fujirockers.org Ｔシャツデザインコンテスト」などが今日の人気コンテンツとなっている。また、苗場インディペンデンスボードウォークをメンテナンスするボードウォークキャンプの情報を随時掲載するなど、フジロックの開催地である湯沢町との連携も深めている。
ライブレポート、会場レポートなどをリアルタイムで現地から更新するフジロックエクスプレスは1997年より運営が始まった。フジロック期間中はオアシスエリアにてフジロッカーズラウンジも開設されており、物品販売、過去にフジロックエクスプレスに掲載された写真の展示などがおこなわれている。
2014年には公式アプリをリリースし、スマートフォンから過去の情報が閲覧できるようになった。

## 歴史
- 1997年、フジロック・フェスティバル公式サイトにてBBS「Let’s Get Together Board」開設、第１回フジロック・フェスティバルにてフジロックエクスプレス運用
- 1999年、ドメイン取得、フジロッカーズオルグとして活動がはじまる
- 2001年、BBSがフジロッカーズオルグへ移行、テーマごとの掲示板運営をおこなう
- 2002年、「フェスごはん」スタート
- 2003年、「fujirockers.org Ｔシャツデザインコンテスト」スタート
- 2014年、FUJIROCK EXPRESS LIVEREPORT ARCHIVEアプリをリリース